# Bavilliers
Bavilliers is een gemeente in het Franse departement Territoire de Belfort (regio Bourgogne-Franche-Comté). De gemeente maakt deel uit van het arrondissement Belfort en sinds 22 maart 2025 van het op die dag gevormde kanton Bavilliers. Voor die dag viel de gemeente onder het kanton Châtenois-les-Forges. Bavilliers telde op 1 januari 2022 4.641 inwoners.
Bavilliers is een voorstad van Belfort.

## Geschiedenis
De streek had erg te lijden onder de Dertigjarige Oorlog. Hierbij werd de vroegere dorpskerk zwaar beschadigd. Herstellingen volgden tussen 1731 en 1737. Tussen 1846 en 1850 werd de nieuwe kerk Saint-Ambroise gebouwd op de plaats van de oude, bouwvallige en te klein geworden kerk. In 1872 werd de kerktoren nog met 18 meter verhoogd, maar na schade door een blikseminslag in 1999 kreeg de kerktoren zijn oorspronkelijk uiterlijk terug. Bavilliers was tot de 19e eeuw een landbouwdorp. Na de Franse nederlaag in de Frans-Duitse Oorlog verhuisde de familie Engel haar textielfabriek van Mulhouse (toen Duits geworden) naar Bavilliers. De familie zorgde voor huisvesting voor de arbeiders van de fabriek en zorgde ook voor de aanleg van waterleiding in de gemeente. De familie verhuisde terug naar Elzas (toen opnieuw Frans) in 1924.

## Geografie
De oppervlakte van Bavilliers bedroeg op 1 januari 2022 4,8 vierkante kilometer; de bevolkingsdichtheid was toen 966,9 inwoners per km².
De Douce, een zijriviertje van de Savoureuse, stroomt door de gemeente. Ook de Rigole de Belfort loopt door de gemeente. Dit is een kanaal dat vanuit het Bassin de Champagney het Rhône-Rijnkanaal van water voorziet. Dit kanaal werd tussen 1939 en 1949 gegraven.
De onderstaande kaart toont de ligging van Bavilliers met de belangrijkste infrastructuur en aangrenzende gemeenten.

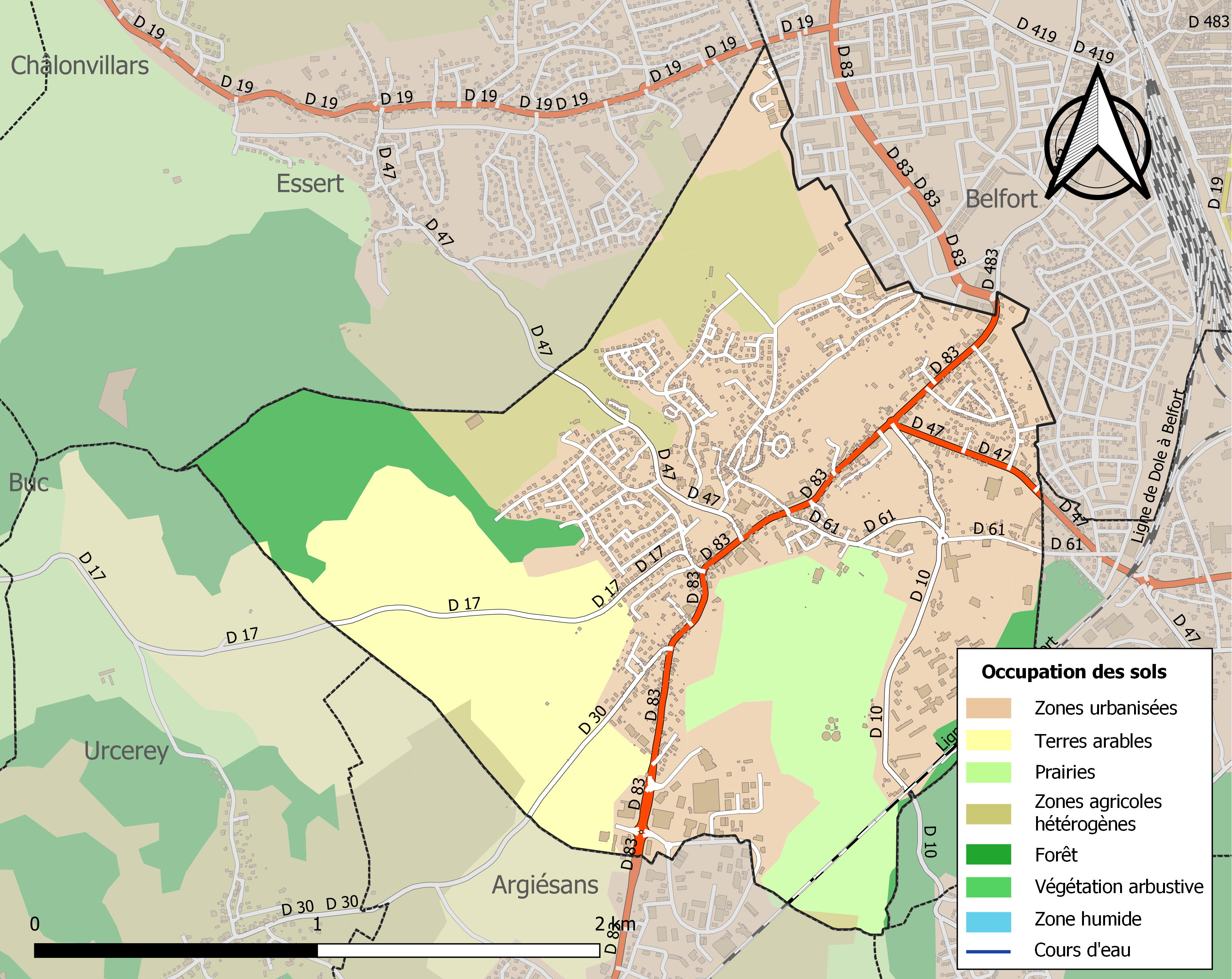

## Demografie
Onderstaande figuur toont het verloop van het inwonertal (bron: INSEE-tellingen).